# 諾福克宮

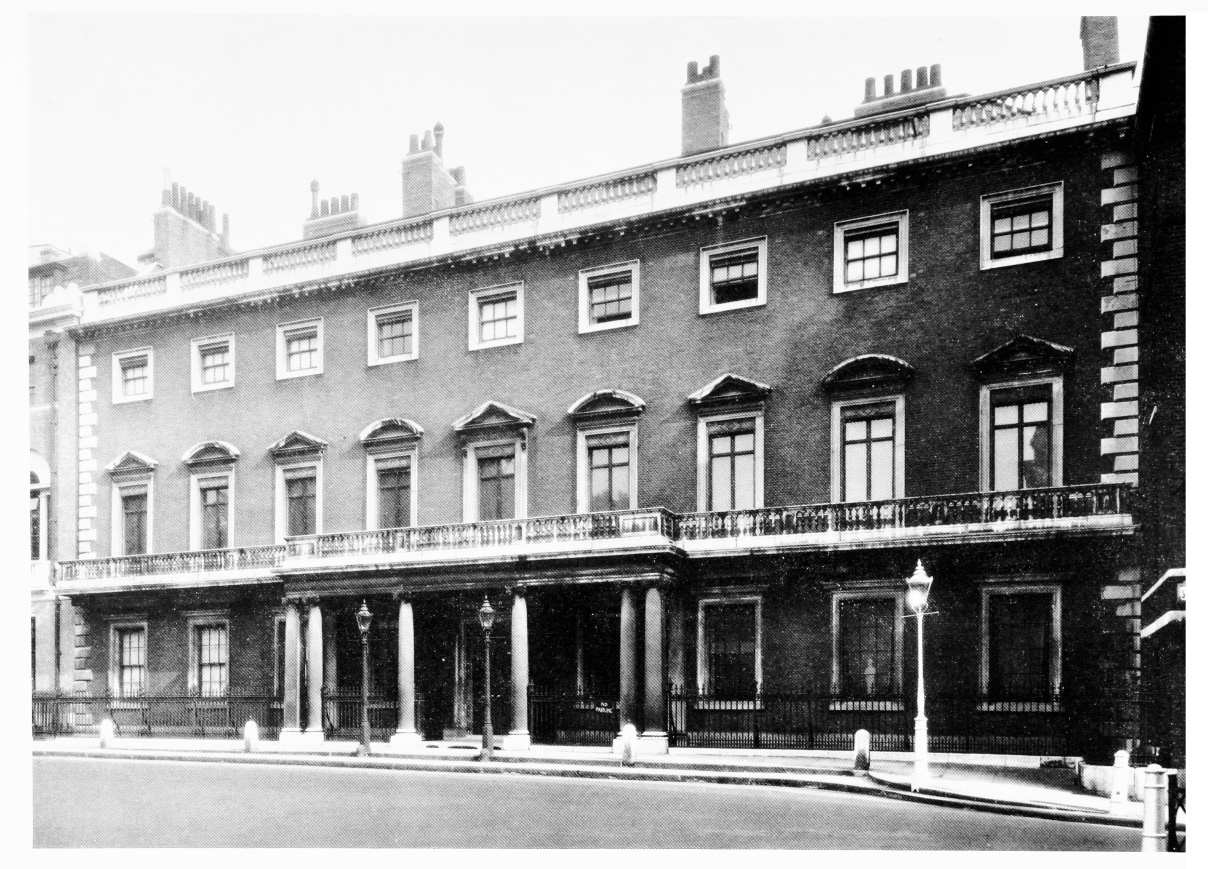
1932年時的諾福克宮

51°30′26″N 0°8′2″W / 51.50722°N 0.13389°W
諾福克宮（英語：Norfolk House）是位於英國倫敦西敏市的一座已經拆除的建築。該建築修建於1748年至1752年，是諾福克公爵愛德華·霍華德在倫敦的住宅之一。該建築在1938年被拆除。

## 外部連結
- Detailed history and description （页面存档备份，存于） - from the Survey of London.
- Photograph of 1932 - from the Survey of London.
- . Furniture. Victoria and Albert Museum.   [2008-07-01]. （原始内容存档于2010-07-25）.